# Heiterer Tag
Als heiteren Tag zählt die Klimatologie Tage, an denen meist Sonne vorherrscht. Niederschlag fällt an diesen Tagen nicht.
Hierunter wird ein Tag verstanden, bei dem der Mittelwert des Bedeckungsgrades nicht oberhalb eines bestimmten Schwellenwertes liegt. Da der Bedeckungsgrad bei der Klimabeobachtung in Zehnteln, bei der Wetterbeobachtung in Achteln der Himmelsfläche geschätzt wird, kommt es zu unterschiedlichen Schwellenwerten bei der Ermittlung heiterer Tage: In der Klimatologie wird ein Grenzwert von 2/10 (= 20 %), in der Meteorologie von 2/8 (= 25 %) der Himmelflächenbedeckung (durch Wolken) verwendet. (Der klimatologische Grenzwert von 2/10 entspricht 1,6/8. Dementsprechend wird der heitere Tag auch als ein Tag mit einem Bewölkungsmittel von weniger als 1,6 Achtel definiert.)
Ab einem mittleren Bedeckungsgrad von 8/10 bzw. 6/8 spricht man von einem trüben Tag.